# Condado de Meade (Kentucky)
El condado de Meade (en inglés: Meade County), fundado en 1869, es uno de 120 condados del estado estadounidense de Kentucky. En el año 2000, el condado tenía una población de 26,349 habitantes y una densidad poblacional de 33 personas por km². La sede del condado es Brandenburg.

## Geografía
Según la Oficina del Censo, el condado tiene un área total de 839 km² (323,9 mi²), de la cual 800 km² (308,9 mi²) es tierra y 41 km² (15,8 mi²) (4.85%) es agua.

### Condados adyacentes
- Condado de Hardin (sureste)
- Condado de Breckinridge (suroeste)
- Condado de Harrison (Indiana) (noreste)
- Condado de Perry (Indiana) (noroeste)
- Condado de Crawford (Indiana) (norte)
- Condado de Montgomery (oeste)

## Demografía
Según la Oficina del Censo en 2000, los ingresos medios por hogar en el condado eran de $36,966, y los ingresos medios por familia eran $40,592. Los hombres tenían unos ingresos medios de $30,835 frente a los $22,038 para las mujeres. La renta per cápita para el condado era de $16,000. Alrededor del 11.30% de la población estaban por debajo del umbral de pobreza.

## Localidades
| - Battletown - Brandenburg - Ekron - Flaherty - Fort Knox, base militar (parcialmente en el condado de Hardin) | - Guston - Muldraugh (parcialmente en el condado de Hardin) - Payneville - Rhodelia |